# 張凝 (明朝)
張凝，山西陵川人，明朝政治人物、进士。

## 生平
洪武十七年，鄉試中舉。洪武十八年（1385年）乙丑科登進士，授監察御史。

## 延伸阅读
[在维基数据编辑]